# Енологія
Еноло́гія (від грец. οἶνος — вино та суфіксу грец. -λογία — наука) — наука та вчення про всі аспекти вина і виноробства, за винятком вирощування винограду, яке називається виноградарством.
Ено́лог — експерт у науці про вино, мистецтві та техніці виготовлення вина.

## Освіта та професійна підготовка
Університетські програми з енології та виноградарства, як правило, мають наукову спрямованість для отримання ступеня бакалавра наук (B.S., B.Sc., Sc.B), а в якості кінцевого ступеня магістра — або наукову, або дослідницьку програму для отримання ступеня магістра наук (M.S., Sc.M.), наприклад, магістр професійних досліджень. Енологи та виноградарі з докторським ступенем часто мають досвід роботи в галузі садівництва, фізіології рослин та мікробіології. З енологією пов'язані професійні звання сомельє та магістр вина, які є специфічними сертифікатами в ресторанному бізнесі та в управлінні готельним господарством. За фахом енологи зазвичай працюють виноробами, хіміками-виноробами в комерційних лабораторіях, а також в енологічних організаціях, таких як Австралійський науково-дослідний інститут вина. 